# Kirowsk (obwód murmański)
Kirowsk (ros. Кировск) – miasto w Rosji, w obwodzie murmańskim, na Półwyspie Kolskim, w górach Chibinach. Leży ok. 200 km na południe od Murmańska. W 2021 roku liczba mieszkańców wynosiła 25 944 osób.

## Historia
Założone zostało w 1929. W 1931 uzyskało prawa miejskie i nazwę Chibinogorsk, zaś w 1934 przemianowano ją na Kirowsk dla upamiętnienia znanego działacza bolszewickiego Siergieja Kirowa. 

## Charakter
Zabudowania miasta posadowione są na tarasach. Strome stoki otaczające miasto zagrażają lawinami, w związku z czym utrzymywane są specjalne służby antylawinowe. Zima trwa tu siedem miesięcy, a w grudniu i na początku stycznia panuje tzw. noc polarna. Jednak nawet w grudniu w okolicach południa staje się bardziej jasno, za sprawą atmosfery, rozpraszającej światło słońca. W tym czasie na szczytach Chibin słońce pojawia się na kilka minut, co jest związane z ich wysokością oraz bliską odległością od Koła Podbiegunowego. W mieście tym często obserwuje się zorzę polarną. Najlepszym czasem obserwacji są miesiące zimowe, gdy jest ciemno w nocy i panuje wzmożona aktywność słoneczna. Na stokach pobliskich gór zainstalowano wyciągi narciarskie, na zboczach Ajkuajwenczorr wybudowano dwie skocznie narciarskie. 

## Przemysł
Ośrodek eksploatacji i wzbogacania apatytów i nefelinów oraz przemysłu drzewnego i spożywczego. W 1979 działały dwie kopalnie apatytów - m.in. odkrywkowa "Centralna" na wysokości 1050 m n.p.m. (zbudowana w 1959). 
Miasto posiada połączenie lotnicze z Moskwą oraz kolejowe z Sankt Petersburgiem i Murmańskiem.

## Przyroda
Pod Kirowskiem znajduje się Polarno-Alpejski Ogród Botaniczny, jeden z trzech najbardziej na północ położonych ogrodów botanicznych świata.
W pobliżu miasta znajduje się też Park Narodowy „Chibiny”.